# Neutronstråling
Neutronstråling er en energirig udsendelse af neutroner. Strålingen, der blandt andet kan komme fra atomreaktorer er svær at standse, da neutroner ikke afbøjes af elektriske eller magnetiske felter. Ved bestråling med neutroner kan ellers stabile grundstoffer omdannes til ustabile isotoper. Isotoperne vil henfalde og udsende betastråling.
Der er udviklet neutronbomber, hvis primære formål er at forårsage skade gennem stråling, hvorimod bombens eksplosionskraft er langt mindre end sprængkraften i en traditionel atombombe, således at neutronbomben alene medfører begrænset materiel skade.
| Naturvidenskab | Spire Denne naturvidenskabsartikel er en spire som bør udbygges. Du er velkommen til at hjælpe Wikipedia ved at udvide den. |